# Mogens Jeppesen
Mogens Jeppesen (født 10. juli 1953 i Gylling, Odder) var håndboldmålmand for Fredericia KFUM og spillede 141 A-landsholdskampe for Danmark. Han debuterede på A-landsholdet 28. september 1973.
Den 187 cm høje Mogens Jeppesen blev kåret til Årets Mandlige Håndboldspiller i 1987, da han spillede for Ribe. Det er herrespillerne fra Ligaen og 1. division samt herrespillerne i udlandet, der kan stemme på, hvem der skal have titlen.